# Hoplocheiloma totliana
Hoplocheiloma totliana är en tvåvingeart som först beskrevs av Gmelin 1790.  Hoplocheiloma totliana ingår i släktet Hoplocheiloma och familjen skridflugor. Inga underarter finns listade i Catalogue of Life.